# Masayuki Nakagomi
Masayuki Nakagomi (Yamanashi, 17 augustus 1967) is een voormalig Japans voetballer.

## Carrière
Masayuki Nakagomi speelde tussen 1990 en 1997 voor Toshiba, PJM Futures en Avispa Fukuoka.